# Eifelkreis Bitburg-Prüm

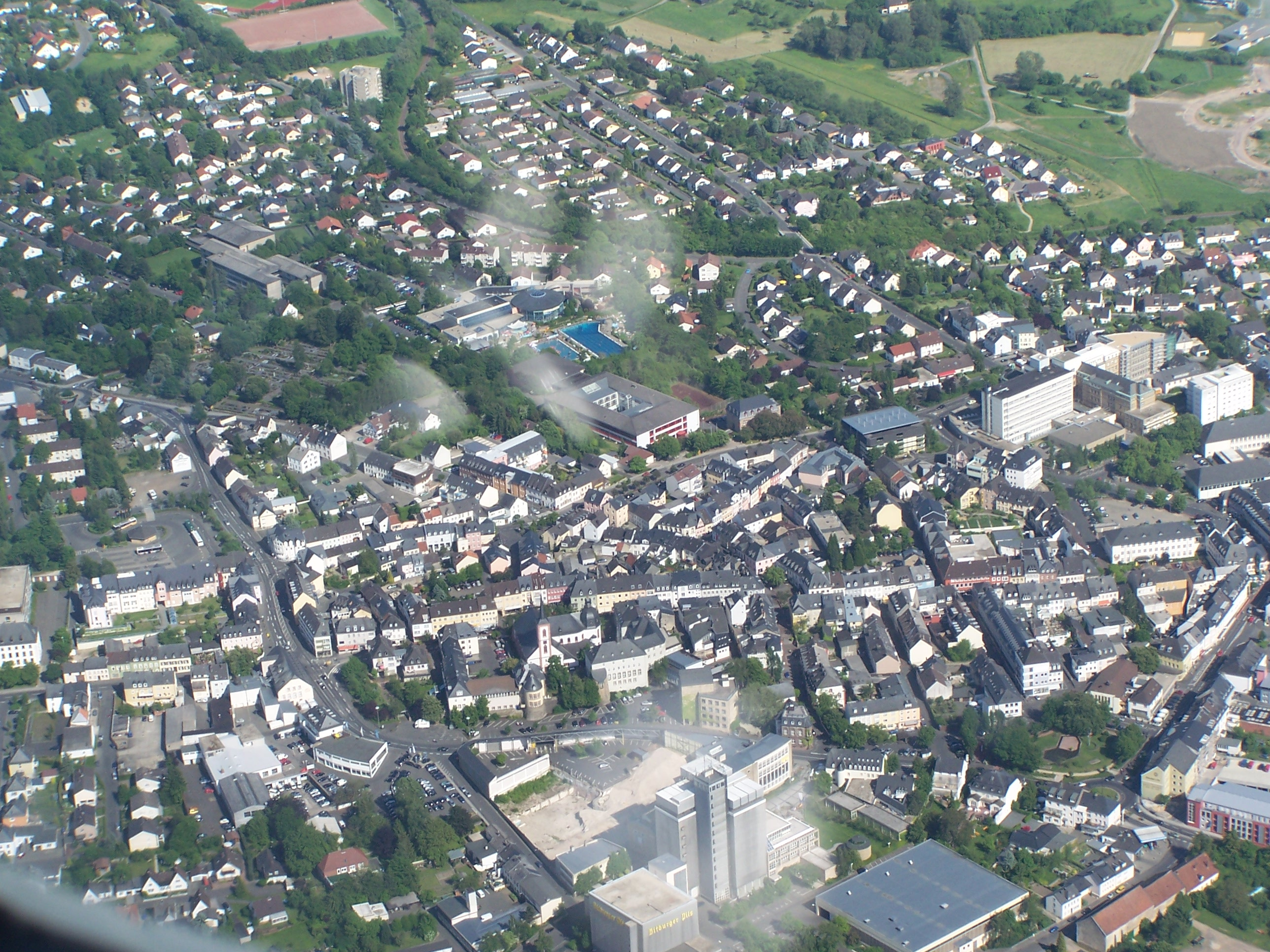
Luftaufnahme Bitburgs, Sitz der Kreisverwaltung

Der Eifelkreis Bitburg-Prüm (bis zum 31. Dezember 2006 Landkreis Bitburg-Prüm) ist ein Landkreis im äußersten Westen des Landes Rheinland-Pfalz und grenzt an Belgien und Luxemburg. Gemessen an seiner Fläche ist der Landkreis der größte und zugleich am dünnsten besiedelte von Rheinland-Pfalz sowie der gemeindereichste Deutschlands. Sitz der Kreisverwaltung und zugleich bevölkerungsreichste Stadt ist Bitburg.

## Geographie

### Lage
Der Eifelkreis Bitburg-Prüm umfasst den südlichen Teil des Mittelgebirges Eifel mit der Schneifel und deren höchstem Berg, dem Schwarzen Mann (698 m). Im Westen befindet sich der Islek, im Osten die Kalk- und Waldeifel und im Süden das Bitburger Gutland (Bekef) mit dem Ferschweiler-Plateau. Kleinere Flüsse, wie Kyll, Nims und Prüm durchziehen das Kreisgebiet. Our und Sauer (ein Nebenfluss der Mosel) bilden die Grenze zum Großherzogtum Luxemburg.

### Nachbarkreise
Der Eifelkreis Bitburg-Prüm grenzt im Uhrzeigersinn im Norden beginnend an den Kreis Euskirchen (in Nordrhein-Westfalen, Grenzlänge nur ca. 1,5 km) sowie an die Landkreise Vulkaneifel, Bernkastel-Wittlich und Trier-Saarburg. Im Westen grenzt er an die luxemburgischen Kantone Echternach, Diekirch, Vianden und Clerf und im Nordwesten an die belgische Provinz Lüttich.

## Geschichte
Das heutige Kreisgebiet von Bitburg-Prüm war Ende des 18. Jahrhunderts in viele Territorien zersplittert. 1798, unter französischer Verwaltung, wurde als Teil des Saardépartements das Arrondissement Prüm gegründet. 1815 kam es unter preußische Verwaltung und 1816 entstanden die beiden Kreise Bitburg und Prüm im Regierungsbezirk Trier. Nach dem Ersten Weltkrieg wurde die Gegend zeitweise wieder französisch besetzt. Im Kreisgebiet befinden sich noch heute vor allem in der Schneifel bedeutende Reste des ehemaligen Westwalles. Seit 1946 ist das Gebiet Teil des damals neu gegründeten Landes Rheinland-Pfalz.
Der Landkreis Bitburg-Prüm wurde im Rahmen der Kreisreform in Rheinland-Pfalz am 7. November 1970 aus den folgenden Bestandteilen gebildet:
- Der gesamte Landkreis Bitburg
- Der gesamte Landkreis Prüm bis auf die Ortsgemeinden Birresborn, Densborn, Duppach, Hallschlag, Kerschenbach, Kopp, Mürlenbach, Oos, Ormont, Reuth, Scheid, Schönfeld, Schüller, Stadtkyll und Steffeln, die zum Landkreis Daun kamen
- Die Ortsgemeinden Spangdahlem, Gransdorf, Oberkail, Seinsfeld und Steinborn aus dem Landkreis Bernkastel-Wittlich
- Die Ortsgemeinden Eisenach, Gilzem und Orenhofen aus dem Landkreis Trier-Saarburg

Der Landkreis Bitburg-Prüm wurde am 1. Januar 2007 in Eifelkreis Bitburg-Prüm umbenannt, wovon unter anderem touristische Vorteile erhofft wurden.
Der heutige Eifelkreis gehört seit 1994 zur Initiative Region Trier (IRT), in der regionale öffentliche Institutionen, Verwaltungen, Hochschulen, Unternehmen, Banken und engagierte Einzelpersonen mit dem Ziel, die Zukunft der Region als wirtschaftlich attraktiven, kulturell bedeutsamen und ökologisch intakten Raum mit hohem Lebens- und Freizeitwert zu sichern, partnerschaftlich zusammenarbeiten.

### Einwohnerstatistik

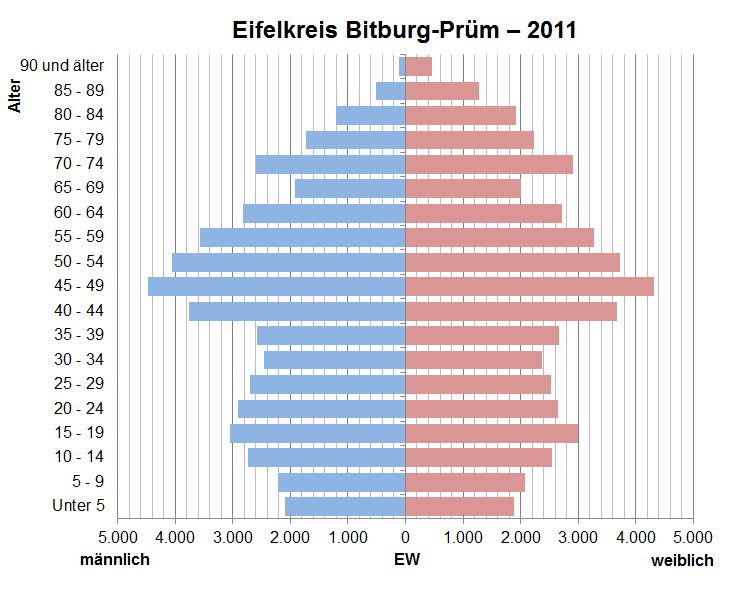
Bevölkerungspyramide für den Eifelkreis Bitburg-Prüm (Datenquelle: Zensus 2011)

| Jahr | Einwohner | Quelle |
| ---- | --------- | ------ |
| 1970 | 93.400    | [ 5 ]  |
| 1980 | 89.300    | [ 6 ]  |
| 1990 | 91.400    | [ 7 ]  |
| 2000 | 96.500    | [ 8 ]  |
| 2010 | 95.959    | [ 9 ]  |
| 2015 | 97.313    | [ 10 ] |
| 2020 | 100.087   | [ 11 ] |

### Konfessionsstatistik
Mit Stand 30. Juni 2005 waren von den Einwohnern 84,1 % römisch-katholisch, 6,7 % evangelisch und 9,2 % waren konfessionslos oder gehörten einer anderen Glaubensgemeinschaft an. Ende Mai 2023 hatten 67,9 % der Einwohner die katholische Konfession und 5,8 % die evangelische. 26,3 % gehörten entweder einer anderen Glaubensgemeinschaft an oder waren konfessionslos.
Die Zahl der Protestanten und vor allem die der Katholiken ist demnach im beobachteten Zeitraum kontinuierlich gesunken, dennoch bilden Katholiken im Landkreis eine absolute Mehrheit.

## Politik

### Kreistag
Der Kreistag des Eifelkreises Bitburg-Prüm besteht aus 42 gewählten Mitgliedern und dem Landrat als Vorsitzendem. Die Kreistagswahl am 9. Juni 2024 führte zu folgendem Wahlergebnis:
| Parteien und Wählergemeinschaften | Parteien und Wählergemeinschaften           | % 2024 | Sitze 2024 | % 2019 | Sitze 2019 | % 2014 | Sitze 2014 | % 2009 | Sitze 2009 | % 2004 | Sitze 2004 | % 1999 | Sitze 1999 |
| --------------------------------- | ------------------------------------------- | ------ | ---------- | ------ | ---------- | ------ | ---------- | ------ | ---------- | ------ | ---------- | ------ | ---------- |
| CDU                               | Christlich Demokratische Union Deutschlands | 32,9   | 14         | 36,9   | 15         | 45,0   | 19         | 40,7   | 17         | 52,6   | 22         | 54,0   | 22         |
| FW                                | Freie Wähler 1                              | 29,4   | 12         | 14,3   | 6          | 12,9   | 5          | 22,9   | 10         | 14,1   | 6          | 9,2    | 4          |
| SPD                               | Sozialdemokratische Partei Deutschlands     | 16,6   | 7          | 21,8   | 9          | 25,4   | 11         | 19,2   | 8          | 21,6   | 9          | 28,7   | 12         |
| AfD                               | Alternative für Deutschland                 | 9,9    | 4          | 4,0    | 2          | –      | –          | –      | –          | –      | –          | –      | –          |
| GRÜNE                             | Bündnis 90/Die Grünen                       | 7,3    | 3          | 13,8   | 6          | 9,3    | 4          | 6,1    | 3          | 5,2    | 2          | 3,9    | 2          |
| FDP                               | Freie Demokratische Partei                  | 3,9    | 2          | 6,6    | 3          | 4,5    | 2          | 8,1    | 3          | 6,5    | 3          | 4,2    | 2          |
| LINKE                             | Die Linke                                   | –      | –          | 2,6    | 1          | 2,8    | 1          | 3,0    | 1          | –      | –          | –      | –          |
| gesamt                            | gesamt                                      | 100,0  | 42         | 100,0  | 42         | 100,0  | 42         | 100,0  | 42         | 100,0  | 42         | 100,0  | 42         |
| Wahlbeteiligung in %              | Wahlbeteiligung in %                        | 63,5   | 63,5       | 64,2   | 64,2       | 60,7   | 60,7       | 63,6   | 63,6       | 66,8   | 66,8       | 71,7   | 71,7       |

### Landräte

#### Landräte des Landkreises Bitburg-Prüm
| 1970–1979: | Karl Vogt    |
| 1979–1988: | Fritz Gasper |
| 1989–2006: | Roger Graef  |

#### Landräte des Eifelkreises Bitburg-Prüm
| 2007–2009: | Roger Graef      |
| 2009–2021: | Joachim Streit   |
| seit 2021: | Andreas Kruppert |

Durch die Wahl von Joachim Streit in den Landtag von Rheinland-Pfalz endete im Mai 2021 seine Amtszeit als Landrat. Bei der Neuwahl am 26. September 2021 wurde Andreas Kruppert mit einem Stimmenanteil von 64,5 % zum zukünftigen Landrat gewählt. Die Amtseinführung fand am 12. November 2021 statt, sein Amtsantritt erfolgte am 1. Dezember 2021.

### Kreispartnerschaften
Seit 1990 unterhält der Eifelkreis mit dem südthüringischen Landkreis Sonneberg eine Kreispartnerschaft. Im Rahmen dieser half er seinem Partnerkreis nach der Wiedervereinigung beim Aufbau der Kreisverwaltung.
Eine weitere Kreispartnerschaft wurde am 2. Oktober 2001 mit dem polnischen Powiat Kędzierzyńsko-Kozielski (deutsch: Landkreis Kedzierzyn-Kozle) offiziell unterzeichnet, nachdem sie in den zwei Jahren zuvor aufgebaut worden war. Die Kreispartnerschaft wird durch eine weitere kommunale Partnerschaft der Verbandsgemeinde Bitburg-Land mit Strzeleczki (deutsch: Klein-Strehlitz) unterstützt.

### Wappen und Flagge

Hissflagge
Bannerflagge

Der Eifelkreis Bitburg-Prüm führt ein Wappen sowie eine Hiss- und Bannerflagge.
| Wappen des Eifelkreises Bitburg-Prüm | Blasonierung: „Geviert: 1 rotes Balkenkreuz in Silber; 2 goldener Turm mit blauem Tor in Rot, beseitet von je einem silbernen Stern über silbernem Nagelspitzkreuz; 3 silbernes Salvatorlamm in Rot; 4 neunmal geteilt von Silber und Blau.“ |
| Wappen des Eifelkreises Bitburg-Prüm | Wappenbegründung: Das rote Kreuz steht für das Kurfürstentum Trier. Der Turm entstammt dem Siegel der Propstei und der Stadt Bitburg. Das Lamm mit der Fahne ist Wappen der Fürstabtei Prüm. Die silbern-blauen Streifen symbolisieren das Herzogtum Luxemburg, zu dem der Südteil des Kreisgebiets gehörte. Das Wappen wurde am 27. August 1973 genehmigt. |

Eine Übersicht zu den Wappen der Städte und Gemeinden des Landkreises findet sich in der Liste der Wappen im Eifelkreis Bitburg-Prüm.

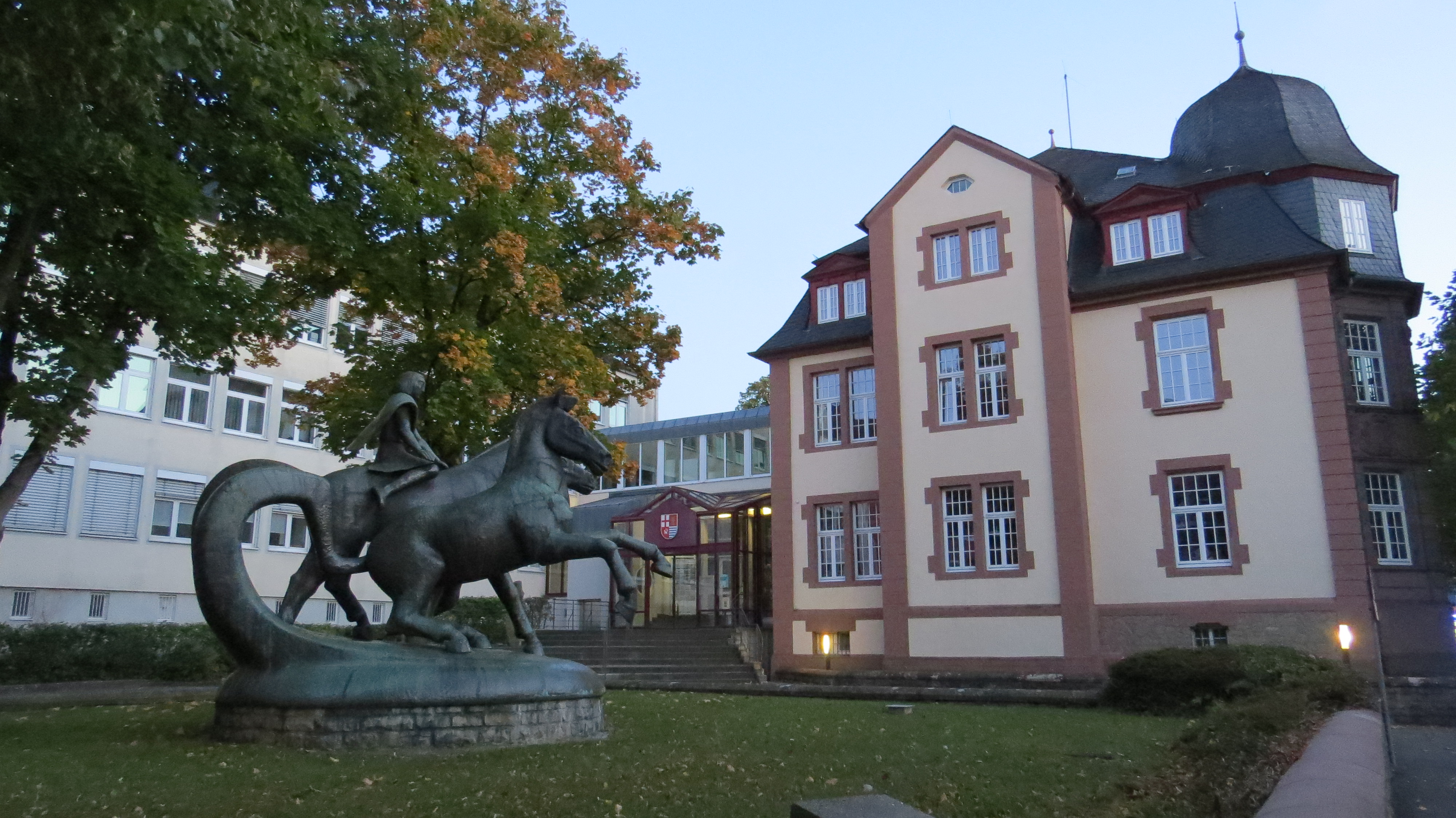
Kreisverwaltung Eifelkreis Bitburg-Prüm

## Wirtschaft und Verkehr
Im Zukunftsatlas 2016 belegte der Eifelkreis Bitburg-Prüm Platz 237 von 402 Landkreisen, Kommunalverbänden und kreisfreien Städten in Deutschland und zählt damit zu den Regionen mit „ausgeglichenem Chancen-Risiko Mix“ für die Zukunft.

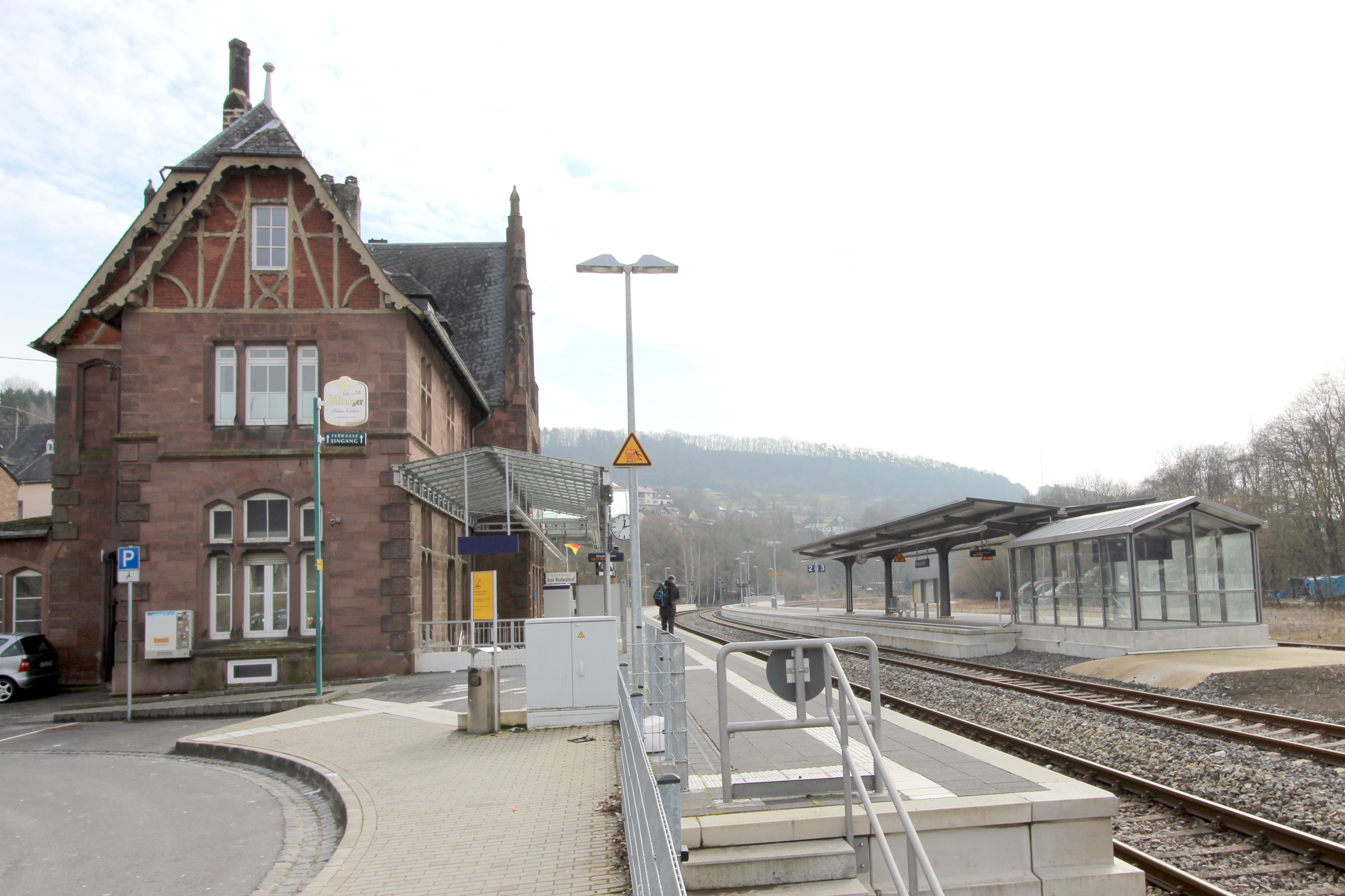
Bahnhof Bitburg-Erdorf an der Eifelstrecke

### Straße
Durch das Kreisgebiet führt die Bundesautobahn 60 Wittlich-Lüttich (Belgien). Ferner durchziehen mehrere Bundes-, Land- und Kreisstraßen das Kreisgebiet, darunter die B 50, B 51, B 257, B 265 und B 410.

### Schiene
Die Eifelstrecke von Köln nach Trier führt durch den Kreis. Diese Bahnlinie hatte mehrere Nebenzweige, die aber mittlerweile weitgehend stillgelegt und teilweise bereits demontiert wurden. Minden war Haltepunkt an der Bahnlinie Erdorf–Irrel–Igel (Nims-Sauertalbahn), welche 1988 stillgelegt und rückgebaut wurde. Der Teilabschnitt Erdorf-Bitburg wurde bis Ende 2005 noch zur Rohstoffbelieferung der Bitburger Brauerei genutzt. Dies wurde jedoch aus Kostengründen auf die Straße verlagert.

### Luft
Im Kreisgebiet befinden sich mehrere Sportflugplätze sowie der Flugplatz Bitburg, der für die zivile fliegerische Nutzung im Sichtflug bis 14 Tonnen freigegeben ist. Die Startbahn ist 3056 Meter lang und wäre für Großflugzeuge geeignet.

## Städte und Gemeinden
Der Eifelkreis Bitburg-Prüm umfasst 233 Gemeinden und ist damit der gemeindereichste Landkreis in Deutschland. Bitburg ist mit 17.465 Einwohnern die größte Gemeinde, während die meisten anderen Gemeinden weniger als 1000 Einwohner haben.
(Angabe in Klammern: Einwohnerzahlen am 31. Dezember 2023)
Verbandsfreie Gemeinden/Städte:
- Bitburg, Stadt * (17.465)

Verbandsgemeinden mit ihren verbandsangehörigen Gemeinden:
(Sitz der Verbandsgemeinde *)
| 1. Verbandsgemeinde Arzfeld (9711) | 1. Verbandsgemeinde Arzfeld (9711) | 1. Verbandsgemeinde Arzfeld (9711) | 1. Verbandsgemeinde Arzfeld (9711) |
| --- | --- | --- | --- |
| - Arzfeld * (1459) - Dackscheid (109) - Dahnen (340) - Daleiden (935) - Dasburg (219) - Eilscheid (45) - Eschfeld (196) - Euscheid (148) - Großkampenberg (147) - Hargarten (94) - Harspelt (73) | - Herzfeld (36) - Irrhausen (223) - Jucken (164) - Kesfeld (75) - Kickeshausen (44) - Kinzenburg (50) - Krautscheid (206) - Lambertsberg (397) - Lascheid (79) - Lauperath (97) - Leidenborn (195) | - Lichtenborn (324) - Lierfeld (89) - Lünebach (613) - Lützkampen (346) - Manderscheid (52) - Mauel (55) - Merlscheid (33) - Niederpierscheid (36) - Oberpierscheid (350) - Olmscheid (193) - Pintesfeld (37) | - Plütscheid (308) - Preischeid (156) - Reiff (48) - Reipeldingen (79) - Roscheid (46) - Sengerich (28) - Sevenig (Our) (62) - Strickscheid (31) - Üttfeld (392) - Waxweiler (1102) |
| 2. Verbandsgemeinde Bitburger Land (26.575) [Sitz: Bitburg] | | | |
| - Badem (1376) - Balesfeld (217) - Baustert (454) - Bettingen (1079) - Bickendorf (571) - Biersdorf am See (570) - Birtlingen (46) - Brecht (198) - Brimingen (108) - Burbach (723) - Dahlem (256) - Dockendorf (239) - Dudeldorf (1370) - Echtershausen (98) - Ehlenz (470) - Enzen (33) - Etteldorf (23) - Eßlingen (116)          | - Feilsdorf (35) - Fließem (697) - Gindorf (306) - Gondorf (324) - Gransdorf (367) - Halsdorf (109) - Hamm (16) - Heilenbach (108) - Hütterscheid (173) - Hüttingen an der Kyll (348) - Idenheim (452) - Idesheim (431) - Ingendorf (236) - Kyllburg, Stadt (958) - Kyllburgweiler (97) - Ließem (81) - Malberg (570) - Malbergweich (381) | - Meckel (421) - Messerich (567) - Metterich (589) - Mülbach (121) - Nattenheim (598) - Neidenbach (894) - Neuheilenbach (261) - Niederstedem (244) - Niederweiler (93) - Oberkail (628) - Oberstedem (71) - Oberweiler (173) - Oberweis (593) - Olsdorf (96) - Orsfeld (196) - Pickließem (316) - Rittersdorf (1422) - Röhl (441) | - Sankt Thomas (268) - Scharfbillig (111) - Schleid (406) - Seffern (308) - Sefferweich (281) - Seinsfeld (177) - Steinborn (187) - Stockem (96) - Sülm (431) - Trimport (314) - Usch (55) - Wettlingen (28) - Wiersdorf (265) - Wilsecker (175) - Wißmannsdorf (840) - Wolsfeld (1122) - Zendscheid (151)            |
| 3. Verbandsgemeinde Prüm (21.725) | | | |
| - Auw bei Prüm (611) - Bleialf (1285) - Brandscheid (293) - Buchet (246) - Büdesheim (542) - Dingdorf (116) - Feuerscheid (324) - Fleringen (409) - Giesdorf (125) - Gondenbrett (480) - Großlangenfeld (131) | - Habscheid (660) - Heckhuscheid (158) - Heisdorf (124) - Hersdorf (412) - Kleinlangenfeld (145) - Lasel (303) - Masthorn (56) - Matzerath (48) - Mützenich (120) - Neuendorf (107) - Niederlauch (30) | - Nimshuscheid (269) - Nimsreuland (87) - Oberlascheid (144) - Oberlauch (68) - Olzheim (579) - Orlenbach (250) - Pittenbach (105) - Pronsfeld (946) - Prüm, Stadt * (5563) - Rommersheim (672) - Roth bei Prüm (435) | - Schönecken (1496) - Schwirzheim (455) - Seiwerath (142) - Sellerich (283) - Wallersheim (740) - Watzerath (420) - Wawern (256) - Weinsheim (1044) - Winringen (59) - Winterscheid (133) - Winterspelt (854) |
| 4. Verbandsgemeinde Speicher (9175) | | | |
| - Auw an der Kyll (110) - Beilingen (393) - Herforst (1297) | - Hosten (175) - Orenhofen (1437) - Philippsheim (93) | - Preist (731) - Spangdahlem (1121) - Speicher, Stadt * (3818) | |
| 5. Verbandsgemeinde Südeifel (19.784) | | | |
| - Affler (26) - Alsdorf (465) - Altscheid (92) - Ammeldingen an der Our (21) - Ammeldingen bei Neuerburg (244) - Bauler (82) - Berkoth (92) - Berscheid (62) - Biesdorf (242) - Bollendorf (1770) - Burg (19) - Dauwelshausen (89) - Echternacherbrück (1076) - Eisenach (392) - Emmelbaum (83) - Ernzen (415) - Ferschweiler (1021) | - Fischbach-Oberraden (54) - Geichlingen (452) - Gemünd (40) - Gentingen (98) - Gilzem (424) - Heilbach (116) - Herbstmühle (15) - Holsthum (635) - Hommerdingen (88) - Hütten (56) - Hüttingen bei Lahr (151) - Irrel (1737) - Karlshausen (418) - Kaschenbach (64) - Keppeshausen (17) - Körperich (1122) - Koxhausen (97)               | - Kruchten (395) - Lahr (202) - Leimbach (44) - Menningen (171) - Mettendorf (1118) - Minden (259) - Muxerath (37) - Nasingen (44) - Neuerburg, Stadt * (1560) - Niederraden (48) - Niederweis (271) - Niehl (73) - Nusbaum (436) - Obergeckler (196) - Peffingen (220) - Plascheid (97)                                           | - Prümzurlay (568) - Rodershausen (148) - Roth an der Our (244) - Schankweiler (203) - Scheitenkorb (29) - Scheuern (38) - Sevenig bei Neuerburg (41) - Sinspelt (408) - Übereisenbach (53) - Uppershausen (59) - Utscheid (438) - Waldhof-Falkenstein (19) - Wallendorf (354) - Weidingen (177) - Zweifelscheid (59) |

Ehemalige Gemeinden
Die folgenden Gemeinden verloren seit der Kreisgründung im Jahre 1970 ihre Eigenständigkeit:
- Bellscheid, am 1. Januar 1973 zu Krautscheid
- Binscheid, am 1. Juli 1971 zu Üttfeld
- Burscheid, am 1. Januar 2003 zu Berkoth
- Dausfeld, am 1. Januar 1971 zu Prüm
- Ellwerath, am 1. Januar 1971 zu Rommersheim
- Gondelsheim, am 1. Januar 1971 zu Weinsheim
- Halenbach, am 1. Juni 1972 zu Arzfeld
- Heckhalenfeld, am 1. Januar 1971 zu Winterspelt
- Heilhausen, am 1. April 1972 zu Waxweiler
- Hermesdorf, am 10. Juni 1979 zu Wißmannsdorf
- Hermespand, am 1. Januar 1971 zu Weinsheim
- Hickeshausen, am 1. Juli 1971 zu Arzfeld
- Hisel, am 1. Januar 2018 zu Brimingen
- Hollnich, am 1. Januar 1972 zu Habscheid
- Hölzchen, am 1. Juni 1972 zu Arzfeld
- Huf, am 1. Juli 1971 zu Üttfeld
- Kobscheid, am 1. Januar 1971 zu Roth bei Prüm
- Kopscheid, am 1. Januar 1973 zu Lichtenborn
- Laudesfeld, am 1. Januar 1971 zu Auw bei Prüm
- Mehlen bei Prüm, am 1. Januar 1971 zu Gondenbrett[21]
- Merkeshausen, am 12. Juni 1994 zu Oberpierscheid
- Neurath, am 1. Juni 1972 zu Arzfeld
- Niedergeckler, am 1. Januar 2025 zu Obergeckler
- Niederhersdorf, am 20. März 1971 zu Hersdorf
- Niederüttfeld, am 1. Juli 1971 zu Üttfeld
- Oberhersdorf, am 20. März 1971 zu Hersdorf
- Oberüttfeld, am 1. Juli 1971 zu Üttfeld
- Ringhuscheid, am 1. Januar 1973 zu Krautscheid
- Schlausenbach, am 1. Januar 1971 zu Auw bei Prüm
- Stalbach, am 1. Juni 1972 zu Arzfeld
- Steinmehlen, am 1. Januar 1974 zu Prüm
- Stupbach, am 1. Januar 1972 zu Lützkampen
- Urb, am 1. Januar 1971 zu Winterspelt
- Wascheid, am 1. Januar 1971 zu Gondenbrett
- Weinsfeld, am 1. Januar 1973 zu Prüm
- Welchenhausen, am 1. Januar 1972 zu Lützkampen
- Willwerath, am 1. Januar 1971 zu Weinsheim
- Wischeid, am 1. Januar 1971 zu Auw bei Prüm

Siehe auch
- Listen zu dem Begriff „Gebietsveränderungen“ siehe Gebietsreformen in Rheinland-Pfalz
- Liste der Kommunen im Eifelkreis Bitburg-Prüm
- Liste der Orte im Eifelkreis Bitburg-Prüm

## Kfz-Kennzeichen
Am 7. November 1970 wurde dem Landkreis das seit dem 1. Juli 1956 für den Landkreis Bitburg gültige Unterscheidungszeichen BIT zugewiesen. Es wird durchgängig bis heute ausgegeben. Seit dem 14. November 2012 ist auch das Unterscheidungszeichen PRÜ (Prüm) erhältlich.